# شجره‌نامه

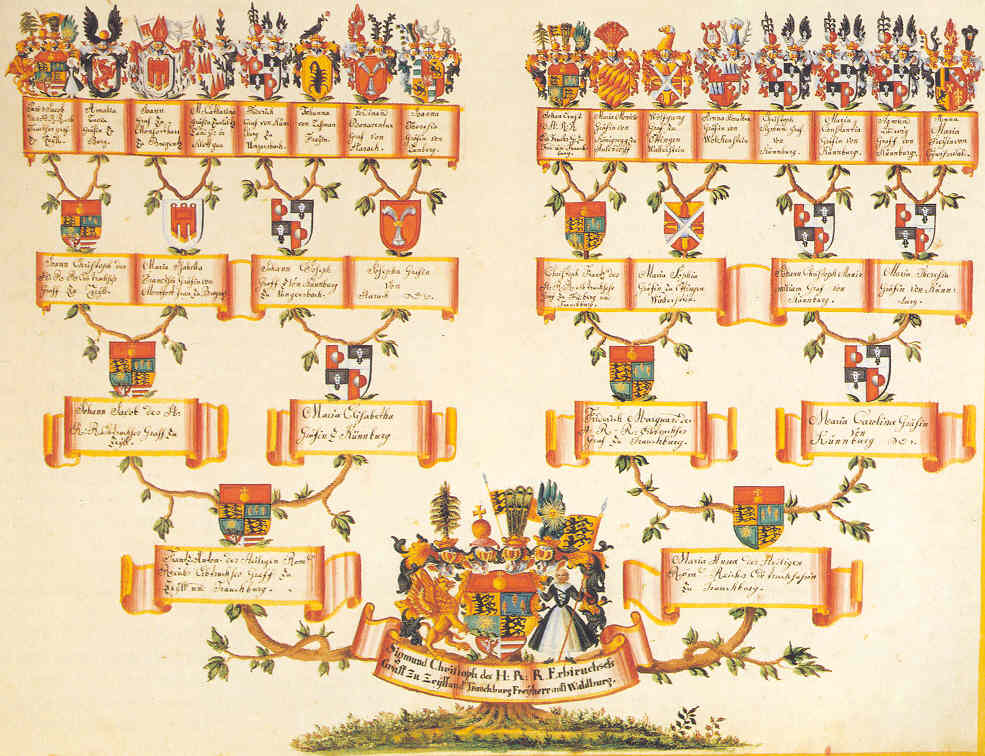

شَجَرِه‌نامه یا درختِ خانوادگی (به انگلیسی: Family tree) یا تبارنامه یا دودمانه یا نسب‌نامه، یک فهرست منظم است که نسبت افراد با یک‌دیگر را نشان می‌دهد؛ رایج‌ترین این نسبت‌ها، نسبت پدر و فرزندی‌است. در این گونه تبارنامه، در یک خانواده، نام پدران و فرزندان را به ترتیب پشت سر هم قرار می‌دهند. دوره زندگی هر فرد را تا وقتی که جای خود را به دیگری بدهد، نسل می‌نامند که واژه آن به معنی فرزند است.
تبارنامه فقط دربردارنده فهرست پدران و فرزندان نیست بلکه برادران را نیز می‌توان در آن نشان داد. مثلاً پس از گذشت یک نسل، برادران برای نسل بعدی به صورت عمو درمی‌آیند. در تبارنامه پدران و فرزندان پشت سرهم قرار می‌گیرند؛ در حالی که برادران در یک ردیف در کنار هم واقع می‌شوند.
یک تبارنامه دربرگیرنده گروهی از انسان‌هاست که با یک‌دیگر پیوند خویشاوندی دارند. در وهله اول، تبارنامه بیانگر نسبت انسان‌ها با یک‌دیگر است. نسب‌نامه ساده‌ترین وسیله برای نشان‌دادن روابط افراد خویشاوند اعم از خویشاوندان نسبی و خویشاوند سببی‌است.
از آن‌جا که هر فرد دارای یک تاریخ تولد و یک تاریخ مرگ است، یا فرمان‌روایان برای مدتی معین حکم‌روایی می‌کنند، تبارنامه آسان‌ترین راه برای نشان دادن ترتیب افراد، فرمان‌روایان و حاکمان است. واژه سلسله به معنی زنجیر، بر اساس تبارنامه برای پادشاهانی استفاده می‌شود که مانند حلقه‌های زنجیر با یک‌دیگر مربوط و متصل هستند. این ارتباط و اتصال، در تبارنامه، نمود می‌یابد.
تبارنامه‌ها چهارچوبه مناسبی برای ارائه و شناخت رویدادهای تاریخی هستند. دومین کاربرد تبارنامه‌ها، بازشناسی افراد هم‌نام از یک‌دیگر بوده‌است. یادگیری از این روش بازشناسی هنوز در بین عرب‌ها وجود دارد که برای مشخص کردن افراد از نام پدرشان استفاده می‌کنند؛ مثلاً می‌گویند فلان بن بهمان یا فلانة بنت بهمان. در بین عرب‌ها استفاده از کنیه نیز رایج است؛ معمولاً یک مرد خود را به اسم فرزند خود می‌شناساند مثلاً خود را ابوفلان می‌داند. یک زن نیز خود را به اسم بزرگ‌ترین فرزندش ام فلان می‌خواند. امروزه در بسیاری از کشورها، برای شناسایی افراد، در کنار نام از نام خانوادگی استفاده می‌کنند.
تبارنامه‌ها ممکن است درست نباشند؛ به ویژه در مواردی که گذشت زمان و مرور ایام باعث فراموش شدن نام‌های افراد یک خاندان می‌شود.
تبارنامه‌های جعلی، تبارنامه‌هایی هستند که در آن شخص خود را به دروغ به خاندان بزرگی منتسب کرده‌است؛ مثلاً امویان خود را با خاندان بنی هاشم خویشاوند می‌دانسته‌اند. در حالی که امیه جد امویان برده‌ای بود که از کودکی در خانه عبد شمس برادر هاشم زیسته و به همین سبب فرزند خوانده او محسوب شد.
در بعضی از دوران‌ها نیز که فرهنگ رایج حکومت را حق کسان خاصی می‌دانسته‌است، این تحریف در تبارنامه‌ها روی می‌داده‌است. گاه نیز برای اتحاد بین خانواده‌ها، دو قبیله ادعا می‌کرده‌اند که نیای آن‌ها یکی‌است. تبارنامه‌های اساطیری، تبارنامه‌هایی هستند که شواهد تاریخی صحت و درستی آن‌ها را تأیید نمی‌کند؛ مثلاً این که اسحق پسر ابراهیم یا اسفندیار پسر گشتاسب بود.
دانش مطالعه تبارنامه‌ها را نسب‌شناسی یا تبارشناسی می‌نامند.

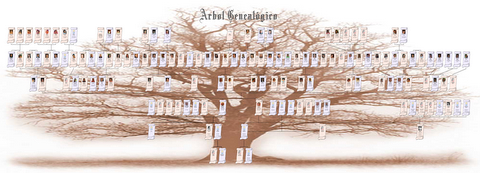

## نمایش‌ها

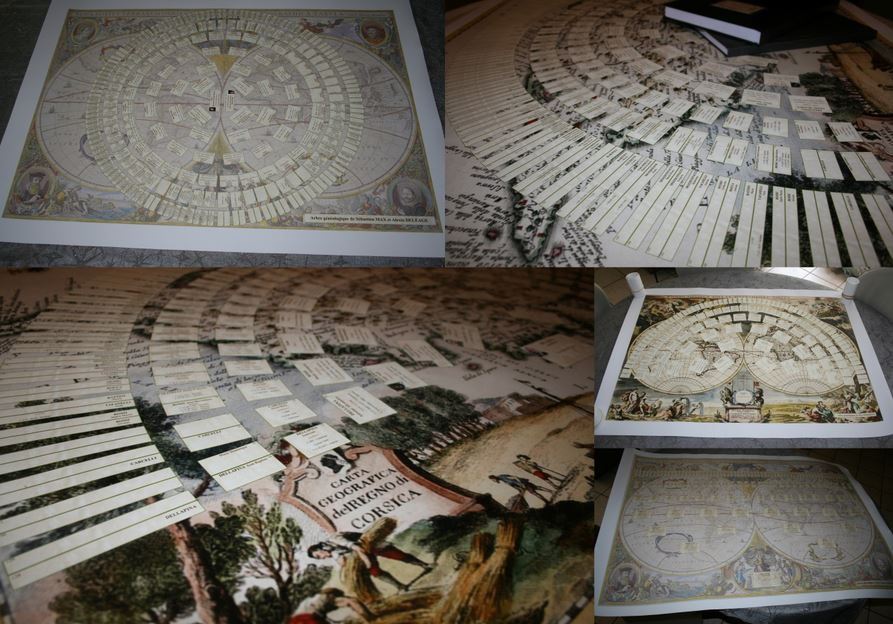
شجره نامه به شکل بادبزن

اطلاعات نسلی ونسب نامه‌ای در شکل‌ها و قالب‌های مختلفی می‌تواند نشان داده شود، مثلاً به صورت فهرست اجداد یا نمودار و شجره اجدادی. تبارنامه‌ها، یا شجره نامه‌ها معمولاً به این صورت نمایش داده می‌شوند که نسل‌های قدیمی تر در بالا و نسل‌های جدید در پایین هستند. در یک نمودار (شجره ی) اجدادی، که به شکل یک درخت است که اجداد یک فرد خاص را نشان می‌دهند، بیشتر از بقیهٔ انواع می‌توان شمایل درخت رادید، در بالاها پهن‌تر از پایین است. در بعضی از این نمودارها یک فرد در سمت چپ قرار می‌گیرد و اجدادش در راست. یک نمودار نسل نما یا اولادی، که تمام نسل فرزندان یک شخص را نشان می‌دهد، در بالا نازک و در پایین پهن است.
شجره نامه‌ها می‌توانند قالب‌های مختلفی داشته باشند. بعضی می‌توانند نشانگر تمام فرزندان یک شخص باشند، بعضی شاید شامل تمام افراد با یک نام خانوادگی باشند، اما شاید هدف برخی نشان دادن تمام افرادی باشد که مسئولیت یا شغل خاصی داشتند، مثل تمام پادشاهان آلمان. اینکه پیوندها چگونه باشد به نوع ارتباطات وابسته است.

## نمودار بادبزنی
یک تکنیک دیگرنمودار بادبزنی است که یک نیم دایره شامل حلقه‌های متحدالمرکز است، شخص مورد نظر در داخلی‌ترین دایره است، دایرهٔ دوم دو قسمت می‌شود (هر قسمت یکی از والدین)، دایرهٔ بعدی چهار قسمت و به همین ترتیب ادامه می‌یابد. این نمودار هم اجداد پدری و هم مادری را نمایش می‌دهد.

## مثال‌های قابل توجه
بلندترین شجرهٔ موجود در دنیا تا به امروز شجره نامهٔ فیلسوف چینی کنفوسیوس است و او از نوادگان پادشاه چینی به نام «تنگ» بوده. این شجره شامل ۸۰ نسل است و بیش از ۲میلیون عضو دارد. یک حرکت بین‌المللی که شامل ۴۵۰ شعبه بود، در سال ۱۹۹۸ آغاز شد تا این شجره نامه را دنبال کنند. یک ویرایش جدید از این شجره نامه در سال ۲۰۰۹ به مناسبت ۲۵۶۰ امین سالگرد تولد این فیلسوف چاپ شد که شامل ۱٫۳ میلیون فرد در قید حیات بود. یکی دیگر از بزرگترین شجره نامه‌ها مربوط به خاندان لوری است که به داوود نبی بر می‌گردد.